# Larentia irma
Larentia irma là một loài bướm đêm trong họ Geometridae.